# Campoplex burmensis
Campoplex burmensis là một loài tò vò trong họ Ichneumonidae.